# IC 4797
IC 4797 је елиптична галаксија у сазвјежђу Телескоп која се налази на листи објеката дубоког неба у Индекс каталогу.
Деклинација објекта је - 54° 18' 17" а ректасцензија 18h 56m 29,8s. Привидна величина (магнитуда) објекта IC 4797 износи 11,3 а фотографска магнитуда 12,3. Налази се на удаљености од 30,099 милиона парсека од Сунца. IC 4797 је још познат и под ознакама ESO 183-29, AM 1852-542, PGC 62589.